# Liegestuhl

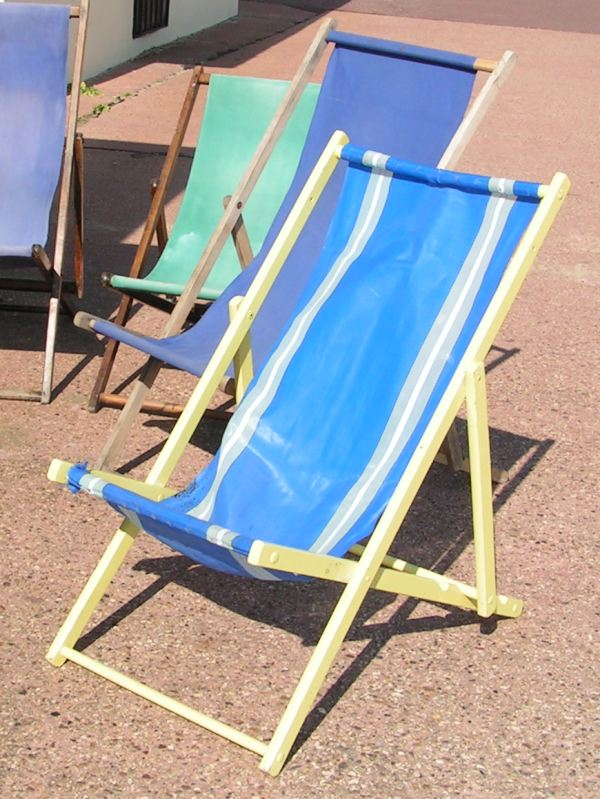
Liegestühle

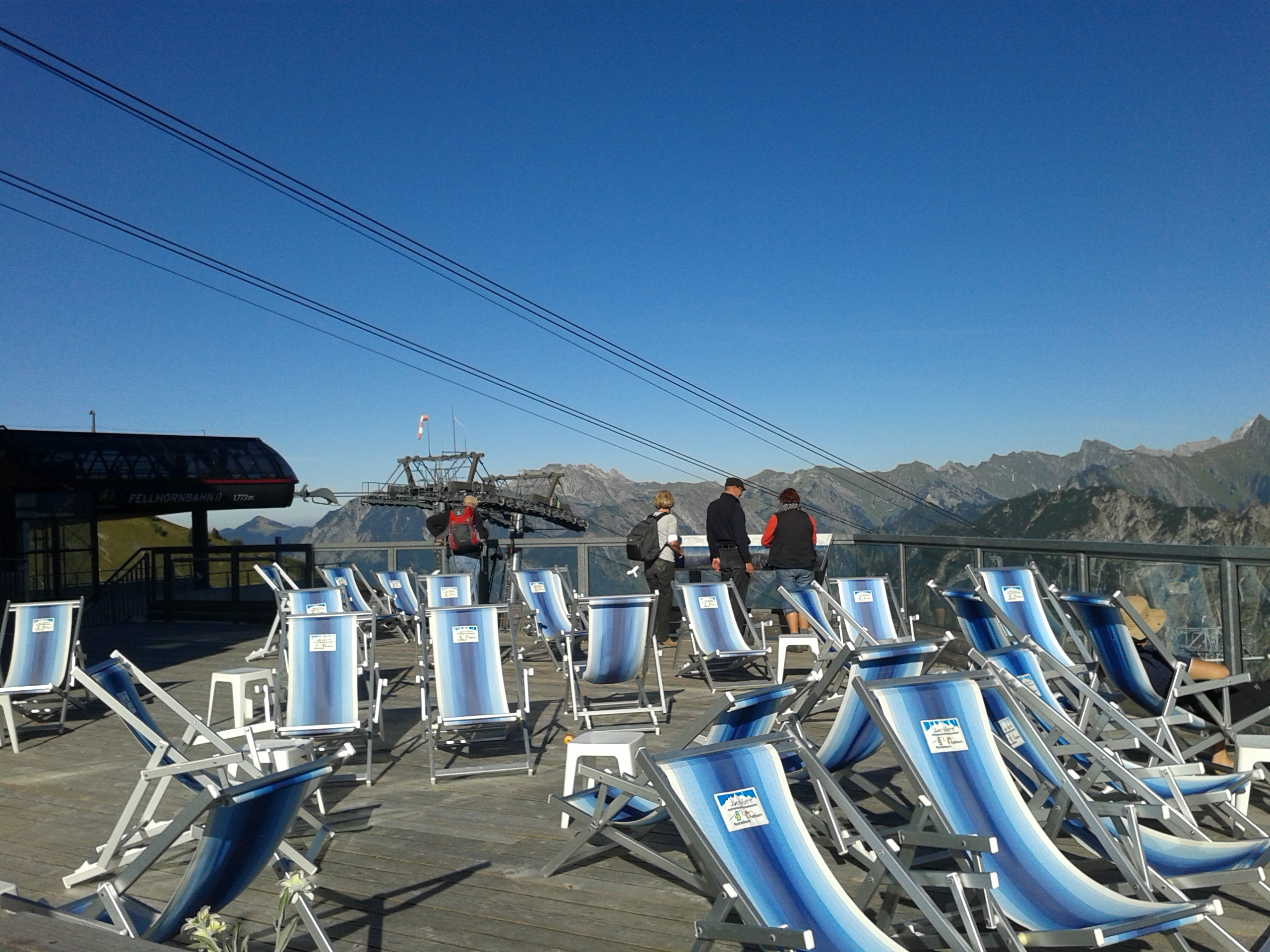
Sonnenterrasse Fellhornbahn

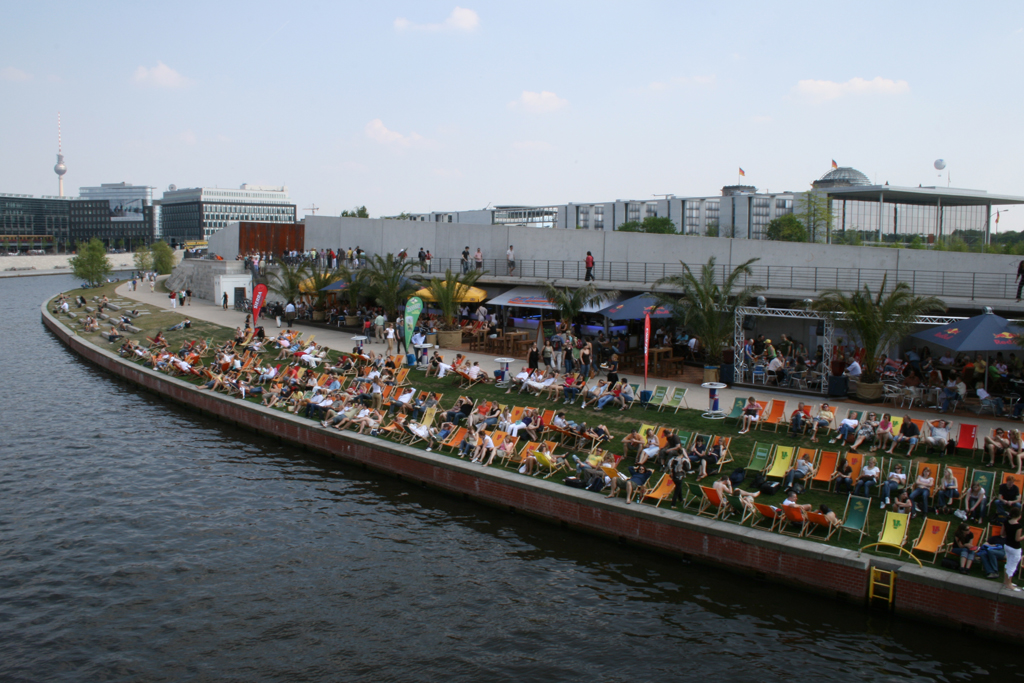
Erholung und Freizeit am Spreeufer unweit des Berliner Hauptbahnhofes 2007

Ein Liegestuhl ist ein zusammenklappbares Möbelstück, auf dem man sowohl sitzen als auch liegen kann. 

## Beschaffenheit
Meist besteht er aus Kunststoff oder gegen Witterungseinflüsse behandeltem Holz mit einer Bespannung aus Segeltuch oder reißfestem Leinen. Teilweise ist er mit einer Verlängerung für die Füße (Fußstütze) ausgestattet und in der Höhe verstellbar. Auch Armlehnen sind in einigen Ausführungen zu finden. Die Ausführungen von käuflich erwerbbaren Liegestühlen reichen von der simplen Holzkonstruktion bis zur Luxusausführung mit elektrisch verstellbarer Sitzposition.

### Varianten

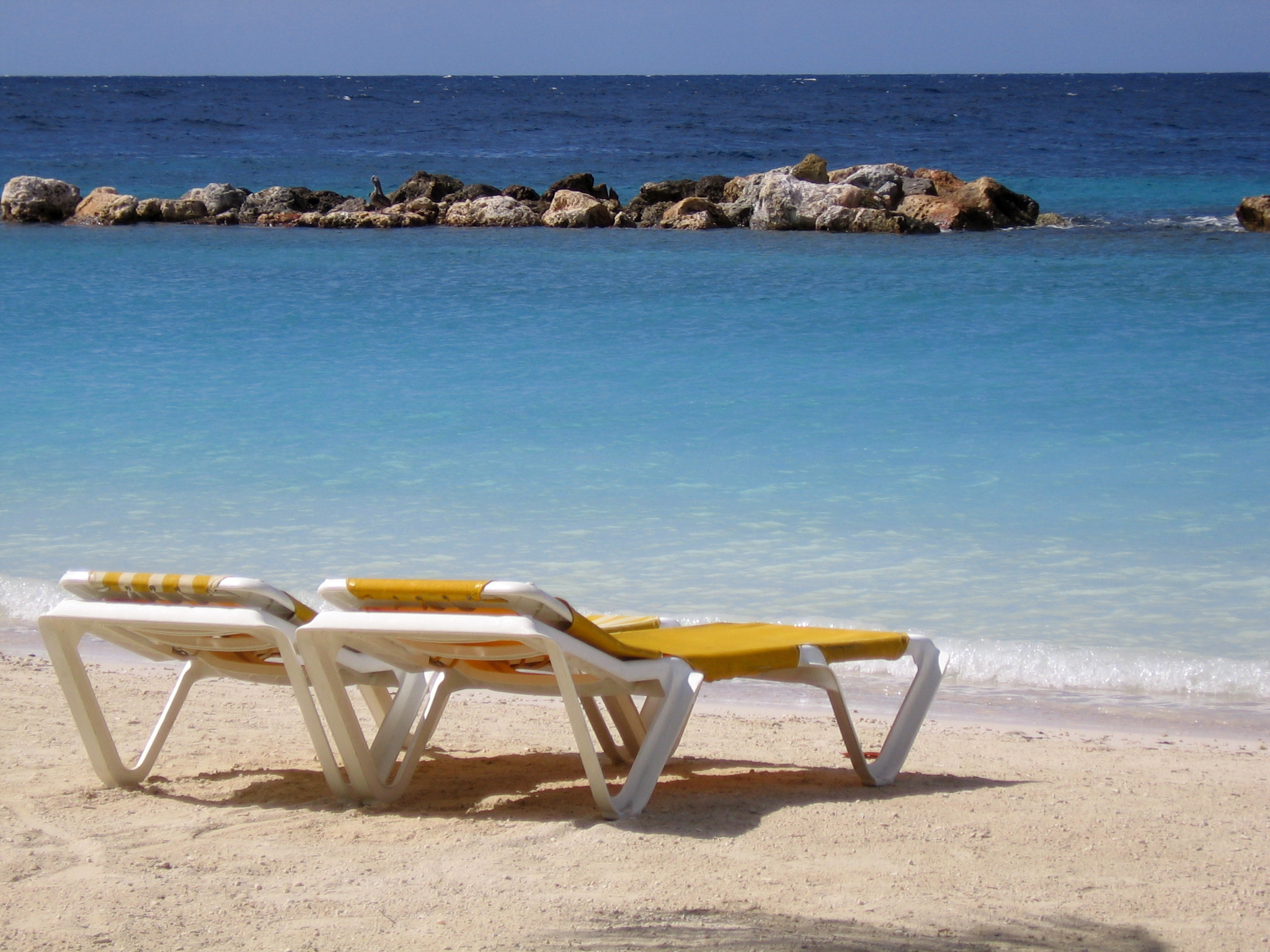
Strandliegen

Eine Strand- oder Sonnenliege ist eine meist nicht verstellbare Variante des Liegestuhls, die nur eine geringe oder gar keine Neigung des Oberteils besitzt. Manchmal ist auf dieser eine wasserfeste Matratze befestigt, da man diese Variante der Liege nahe Gewässern zum Sonnenbaden und Baden im Wasser verwendet. Der Liegestuhl kann mit einem umklappbaren Sonnenschutz versehen sein.

## Anwendung
Der Liegestuhl war ursprünglich ein Deckstuhl für Reisende auf Linien- und Kreuzfahrtschiffen, was man noch im Englischen Wort deckchair für Liegestuhl erkennt. Er dient dem Ausruhen und ist leicht transportier- und stapelbar. Der klassische Liegestuhl lässt sich nur in einer Position arretieren. Später wurde die nach hinten führende Trageleiste verlängert und mit Querstreben versehen, so dass nun mehrere Sitzpositionen eingenommen werden konnten. Auch eine abnehmbare Fußstütze trägt zum Liegekomfort bei.

## Fliegender Liegestuhl
Als fliegender Liegestuhl wurde ein von Gustav Adolf Baumm (1920–1955) konstruiertes und gefahrenes Rennmotorrad bezeichnet, das vom Fahrer auf dem Rücken liegend gesteuert wurde.